# Troisième district congressionnel de l'Iowa
Le 3e district congressionnel de l'Iowa est un district de l'État américain de l'Iowa qui couvre son quadrant sud-ouest, qui consiste à peu près en une zone s'étendant de Des Moines aux frontières avec le Nebraska et le Missouri.
De 2013 à 2022, le district couvrait le coin sud-ouest de l'État, de la zone métropolitaine de Des Moines à l'extrémité nord-est à la grande région de Council Bluffs à l'extrémité sud-ouest.
Le district est représenté à la Chambre des Représentants des États-Unis par le Républicain Zach Nunn depuis 2023.
Le 3e district congressionnel de l'Iowa est un district de l'État américain de l'Iowa qui couvre son quadrant sud-ouest, qui comprend approximativement une zone s'étendant de Des Moines jusqu'aux frontières avec le Missouri.
De 2013 à 2023, le district couvrait le coin sud-ouest de l'État, de la zone métropolitaine de Des Moines à l'extrémité nord-est jusqu'à la grande région de Council Bluffs à l'extrémité sud-ouest.
Le district est représenté à la Chambre des représentants des États-Unis par le Républicain Zach Nunn depuis 2023. Avec un indice CPVI de R+3, c'est le district à égalité de tendance le moins républicain (avec le 1er) des quatre districts de l'Iowa, un État actuellement représenté au Congrès uniquement par des Républicains.

## Géographie
Le 3e district inclut l'entièreté des comtés suivants.
| #   | Comté      | Siège          | Population |
| --- | ---------- | -------------- | ---------- |
| 1   | Adair      | Greenfield     | 7389       |
| 3   | Adams      | Corning        | 3544       |
| 7   | Appanoose  | Centerville    | 12 119     |
| 29  | Cass       | Atlantic       | 13 130     |
| 39  | Clarke     | Osceola        | 9588       |
| 49  | Dallas     | Adel           | 111 092    |
| 51  | Davis      | Bloomfield     | 9169       |
| 53  | Decatur    | Leon           | 7665       |
| 73  | Greene     | Jefferson      | 8584       |
| 77  | Guthrie    | Guthrie Center | 10 722     |
| 117 | Lucas      | Chariton       | 8747       |
| 121 | Madison    | Winterset      | 16 971     |
| 135 | Monroe     | Albia          | 7504       |
| 137 | Montgomery | Red Oak        | 10 139     |
| 145 | Page       | Clarinda       | 15 014     |
| 153 | Polk       | Des Moines     | 505 255    |
| 159 | Ringgold   | Mount Ayr      | 4642       |
| 173 | Taylor     | Bedford        | 5924       |
| 175 | Union      | Creston        | 11 906     |
| 179 | Wapello    | Ottumwa        | 35 166     |
| 185 | Wayne      | Corydon        | 6557       |

## Historique de vote
| Année | Poste     | Résultats             |
| ----- | --------- | --------------------- |
| 2000  | Président | Gore 49,0 % - 48,0 %  |
| 2004  | Président | Bush 50,0 % - 50,0 %  |
| 2008  | Président | Obama 54,0 % - 44,0 % |
| 2012  | Président | Obama 51,0 % - 47,0 % |
| 2016  | Président | Trump 48,0 % - 45,0 % |
| 2020  | Président | Trump 49,1 % - 49,0 % |

## Liste des Représentants du district
| Membre                          | Parti       | Années                          | Congrès     | Histoire électorale | Zone géographique |
| ------------------------------- | ----------- | ------------------------------- | ----------- | --- | ----------------- |
| District établit le 4 mars 1863 |             |                                 |             | |                   |
| William B. Allison              | Républicain | 4 mars 1863 - 3 mars 1871       | 38e - 41e   | Élu en 1862. Réélu en 1864. Réélu en 1866. Réélu en 1868. Retrait pour se présenter comme Sénateur des États-Unis.                                                                                        | 1863–1873         |
| William G. Donnan (en)          | Républicain | 4 mars 1871 - 3 mars 1875       | 42e , 43e   | Élu en 1870. Réélu en 1872. Retrait. | 1863–1873         |
| William G. Donnan (en)          | Républicain | 4 mars 1871 - 3 mars 1875       | 42e , 43e   | Élu en 1870. Réélu en 1872. Retrait. | 1873–1883         |
| Lucien L. Ainsworth (en)        | Démocrate   | 4 mars 1875 - 3 mars 1877       | 44e         | Élu en 1874. Retrait. |                   |
| Theodore W. Burdick (en)        | Républicain | 4 mars 1877 - 3 mars 1879       | 45e         | Élu en 1876. Retrait. |                   |
| Thomas Updegraff (en)           | Républicain | 4 mars 1879 - 3 mars 1883       | 46e , 47e   | Élu en 1878. Réélu en 1880. Redécoupage vers le 4e district et perd sa réélection. |                   |
| David B. Henderson (en)         | Républicain | 4 mars 1883 - 3 mars 1903       | 48e - 57e   | Élu en 1882. Réélu en 1884. Réélu en 1886. Réélu en 1888. Réélu en 1890. Réélu en 1892. Réélu en 1894. Réélu en 1896. Réélu en 1898. Réélu en 1900. Renominé mais se retire avant l'élection.             | 1883–1887         |
| David B. Henderson (en)         | Républicain | 4 mars 1883 - 3 mars 1903       | 48e - 57e   | Élu en 1882. Réélu en 1884. Réélu en 1886. Réélu en 1888. Réélu en 1890. Réélu en 1892. Réélu en 1894. Réélu en 1896. Réélu en 1898. Réélu en 1900. Renominé mais se retire avant l'élection.             | 1887–1933         |
| Benjamin P. Birdsall (en)       | Républicain | 4 mars 1903 - 3 mars 1909       | 58e - 60e   | Élu en 1902. Réélu en 1904. Réélu en 1906. Retrait. |                   |
| Charles E. Pickett (en)         | Républicain | 4 mars 1909 - 3 mars 1913       | 58e - 60e   | Élu en 1908. Réélu en 1910. Perd sa réélection. |                   |
| Maurice Connolly (en)           | Démocrate   | 4 mars 1913 - 3 mars 1915       | 63e         | Élu en 1912. Retrait pour se présenter comme Sénateur des États-Unis. |                   |
| Burton E. Sweet (en)            | Républicain | 4 mars 1915 - 3 mars 1923       | 64e - 67e   | Élu en 1914. Réélu en 1916. Réélu en 1918. Réélu en 1920. Retrait pour se présenter comme Sénateur des États-Unis.                                                                                        |                   |
| Thomas J. B. Robinson (en)      | Républicain | 4 mars 1923 - 3 mars 1933       | 68e - 72e   | Élu en 1922. Réélu en 1924. Réélu en 1926. Réélu en 1928. Réélu en 1930. Perd sa réélection. |                   |
| Albert C. Willford (en)         | Démocrate   | 4 mars 1933 - 3 janvier 1935    | 73e         | Élu en 1932. Perd sa réélection. | 1933–1943         |
| John W. Gwynne (en)             | Républicain | 3 janvier 1935 - 3 janvier 1949 | 74e - 80e   | Élu en 1934. Réélu en 1936. Réélu en 1938. Réélu en 1940. Réélu en 1942. Réélu en 1944. Réélu en 1946. Perd sa renomination.                                                                              | 1933–1943         |
| John W. Gwynne (en)             | Républicain | 3 janvier 1935 - 3 janvier 1949 | 74e - 80e   | Élu en 1934. Réélu en 1936. Réélu en 1938. Réélu en 1940. Réélu en 1942. Réélu en 1944. Réélu en 1946. Perd sa renomination.                                                                              | 1943–1963         |
| Harold R. Gross (en)            | Républicain | 3 janvier 1949 - 3 janvier 1975 | 81e - 93e   | Élu en 1948. Réélu en 1950. Réélu en 1952. Réélu en 1954. Réélu en 1956. Réélu en 1958. Réélu en 1960. Réélu en 1962. Réélu en 1964. Réélu en 1966. Réélu en 1968. Réélu en 1970. Réélu en 1972. Retrait. |                   |
| Harold R. Gross (en)            | Républicain | 3 janvier 1949 - 3 janvier 1975 | 81e - 93e   | Élu en 1948. Réélu en 1950. Réélu en 1952. Réélu en 1954. Réélu en 1956. Réélu en 1958. Réélu en 1960. Réélu en 1962. Réélu en 1964. Réélu en 1966. Réélu en 1968. Réélu en 1970. Réélu en 1972. Retrait. | 1963–1973         |
| Harold R. Gross (en)            | Républicain | 3 janvier 1949 - 3 janvier 1975 | 81e - 93e   | Élu en 1948. Réélu en 1950. Réélu en 1952. Réélu en 1954. Réélu en 1956. Réélu en 1958. Réélu en 1960. Réélu en 1962. Réélu en 1964. Réélu en 1966. Réélu en 1968. Réélu en 1970. Réélu en 1972. Retrait. | 1973–1983         |
| Chuck Grassley                  | Républicain | 3 janvier 1975 - 3 janvier 1981 | 94e - 96e   | Élu en 1974. Réélu en 1976. Réélu en 1978. Retrait pour se présenter comme Sénateur des États-Unis. |                   |
| T. Cooper Evans (en)            | Républicain | 3 janvier 1981 - 3 janvier 1987 | 97e - 99e   | Élu en 1980. Réélu en 1982. Réélu en 1984. Retrait. |                   |
| T. Cooper Evans (en)            | Républicain | 3 janvier 1981 - 3 janvier 1987 | 97e - 99e   | Élu en 1980. Réélu en 1982. Réélu en 1984. Retrait. | 1983–1993         |
| David R. Nagle (en)             | Démocrate   | 3 janvier 1987 - 3 janvier 1993 | 100e - 102e | Élu en 1980. Réélu en 1982. Réélu en 1984. Retrait. |                   |
| Jim R. Lightfoot (en)           | Républicain | 3 janvier 1993 - 3 janvier 1997 | 103e , 104e | Redécoupage depuis le 5e district et réélu en 1992. Réélu en 1994. Retrait pour se présenter comme Sénateur des États-Unis.                                                                               | 1993–2003         |
| Leonard Boswell                 | Démocrate   | 3 janvier 1997 - 3 janvier 2013 | 105e - 112e | Élu en 1996. Réélu en 1998. Réélu en 2000. Réélu en 2002. Réélu en 2004. Réélu en 2006. Réélu en 2008. Réélu en 2010. Perd sa réélection.                                                                 | 1993–2003         |
| Leonard Boswell                 | Démocrate   | 3 janvier 1997 - 3 janvier 2013 | 105e - 112e | Élu en 1996. Réélu en 1998. Réélu en 2000. Réélu en 2002. Réélu en 2004. Réélu en 2006. Réélu en 2008. Réélu en 2010. Perd sa réélection.                                                                 | 2003–2013         |
| Tom Latham                      | Républicain | 3 janvier 2013 - 3 janvier 2015 | 113e        | Redécoupage depuis le 4e district et réélu en 2012. Retrait. | 2013–2023         |
| David Young                     | Républicain | 3 janvier 2015 - 3 janvier 2019 | 114e , 115e | Élu en 2014. Réélu en 2016. Perd sa réélection. | 2013–2023         |
| Cindy Axne                      | Démocrate   | 3 janvier 2019 - 3 janvier 2023 | 116e , 117e | Élue en 2018. Réélue en 2020. Perd sa réélection. | 2013–2023         |
| Zach Nunn                       | Républicain | 3 janvier 2023 – en cours       | 118e        | Élu en 2022. Réélu en 2024. | 2023–en cours     |

## Résultats des récentes élections
Voici les résultats des dix précédent cycles électoraux dans le district.

### 2004
| Élection de 2004 du 3e district congressionnel de l'Iowa | Élection de 2004 du 3e district congressionnel de l'Iowa | Élection de 2004 du 3e district congressionnel de l'Iowa | Élection de 2004 du 3e district congressionnel de l'Iowa | Élection de 2004 du 3e district congressionnel de l'Iowa |
| -------------------------------------------------------- | -------------------------------------------------------- | -------------------------------------------------------- | -------------------------------------------------------- | -------------------------------------------------------- |
| Parti                                                    | Parti                                                    | Candidat                                                 | Votes                                                    | %                                                        |
|                                                          | Démocrate                                                | Leonard Boswell (sortant)                                | 168 007                                                  | 55,21                                                    |
|                                                          | Républicain                                              | Stan Thompson                                            | 136 009                                                  | 44,72                                                    |
|                                                          | No Party                                                 | Autres                                                   | 213                                                      | 0,07                                                     |
| Total des votes                                          | Total des votes                                          | Total des votes                                          | 304 229                                                  | 100%                                                     |
|                                                          | Les Démocrates conservent                                |                                                          |                                                          |                                                          |

### 2006
| Élection de 2006 du 3e district congressionnel de l'Iowa | Élection de 2006 du 3e district congressionnel de l'Iowa | Élection de 2006 du 3e district congressionnel de l'Iowa | Élection de 2006 du 3e district congressionnel de l'Iowa | Élection de 2006 du 3e district congressionnel de l'Iowa |
| -------------------------------------------------------- | -------------------------------------------------------- | -------------------------------------------------------- | -------------------------------------------------------- | -------------------------------------------------------- |
| Parti                                                    | Parti                                                    | Candidat                                                 | Votes                                                    | %                                                        |
|                                                          | Démocrate                                                | Leonard Boswell (sortant)                                | 115 769                                                  | 51,85                                                    |
|                                                          | Républicain                                              | Jeff Lamberti                                            | 103 722                                                  | 46,45                                                    |
|                                                          | Socialist Workers                                        | Helen Meyers                                             | 3591                                                     | 1,61                                                     |
|                                                          | No Party                                                 | Autres                                                   | 205                                                      | 0,09                                                     |
| Total des votes                                          | Total des votes                                          | Total des votes                                          | 223 287                                                  | 100%                                                     |
|                                                          | Les Démocrates conservent                                |                                                          |                                                          |                                                          |

### 2008
| Élection de 2008 du 3e district congressionnel de l'Iowa | Élection de 2008 du 3e district congressionnel de l'Iowa | Élection de 2008 du 3e district congressionnel de l'Iowa | Élection de 2008 du 3e district congressionnel de l'Iowa | Élection de 2008 du 3e district congressionnel de l'Iowa |
| -------------------------------------------------------- | -------------------------------------------------------- | -------------------------------------------------------- | -------------------------------------------------------- | -------------------------------------------------------- |
| Parti                                                    | Parti                                                    | Candidat                                                 | Votes                                                    | %                                                        |
|                                                          | Démocrate                                                | Leonard Boswell (sortant)                                | 176 904                                                  | 56,31                                                    |
|                                                          | Républicain                                              | Kim Schmett                                              | 132 136                                                  | 42,06                                                    |
|                                                          | Socialist Workers                                        | Frank Forrestal                                          | 4599                                                     | 1,46                                                     |
|                                                          | No Party                                                 | Autres                                                   | 521                                                      | 0,17                                                     |
| Total des votes                                          | Total des votes                                          | Total des votes                                          | 314 160                                                  | 100%                                                     |
|                                                          | Les Démocrates conservent                                |                                                          |                                                          |                                                          |

### 2010
| Élection de 2010 du 3e district congressionnel de l'Iowa | Élection de 2010 du 3e district congressionnel de l'Iowa | Élection de 2010 du 3e district congressionnel de l'Iowa | Élection de 2010 du 3e district congressionnel de l'Iowa | Élection de 2010 du 3e district congressionnel de l'Iowa |
| -------------------------------------------------------- | -------------------------------------------------------- | -------------------------------------------------------- | -------------------------------------------------------- | -------------------------------------------------------- |
| Parti                                                    | Parti                                                    | Candidat                                                 | Votes                                                    | %                                                        |
|                                                          | Démocrate                                                | Leonard Boswell (sortant)                                | 122 147                                                  | 50,73                                                    |
|                                                          | Républicain                                              | Brad Zaun                                                | 111 925                                                  | 46,49                                                    |
|                                                          | Socialist Workers                                        | Rebecca Williamson                                       | 6258                                                     | 2,60                                                     |
|                                                          | No Party                                                 | Autres                                                   | 426                                                      | 0,18                                                     |
| Total des votes                                          | Total des votes                                          | Total des votes                                          | 240 756                                                  | 100%                                                     |
|                                                          | Les Démocrates conservent                                |                                                          |                                                          |                                                          |

### 2012
| Élection de 2012 du 3e district congressionnel de l'Iowa | Élection de 2012 du 3e district congressionnel de l'Iowa | Élection de 2012 du 3e district congressionnel de l'Iowa | Élection de 2012 du 3e district congressionnel de l'Iowa | Élection de 2012 du 3e district congressionnel de l'Iowa |
| -------------------------------------------------------- | -------------------------------------------------------- | -------------------------------------------------------- | -------------------------------------------------------- | -------------------------------------------------------- |
| Parti                                                    | Parti                                                    | Candidat                                                 | Votes                                                    | %                                                        |
|                                                          | Républicain                                              | Tom Latham (sortant)                                     | 202 000                                                  | 50,56                                                    |
|                                                          | Démocrate                                                | Leonard Boswell (sortant)                                | 168 632                                                  | 42,20                                                    |
|                                                          | Indépendant                                              | Scott G. Batcher                                         | 9352                                                     | 2,34                                                     |
|                                                          | Socialist Workers                                        | David Rosenfeld                                          | 6286                                                     | 1,57                                                     |
|                                                          | No Party                                                 | Autres                                                   | 572                                                      | 0,14                                                     |
| Total des votes                                          | Total des votes                                          | Total des votes                                          | 399 561                                                  | 100%                                                     |
|                                                          | Les Républicains prennent aux Démocrates                 |                                                          |                                                          |                                                          |

### 2014
| Élection de 2014 du 3e district congressionnel de l'Iowa | Élection de 2014 du 3e district congressionnel de l'Iowa | Élection de 2014 du 3e district congressionnel de l'Iowa | Élection de 2014 du 3e district congressionnel de l'Iowa | Élection de 2014 du 3e district congressionnel de l'Iowa |
| -------------------------------------------------------- | -------------------------------------------------------- | -------------------------------------------------------- | -------------------------------------------------------- | -------------------------------------------------------- |
| Parti                                                    | Parti                                                    | Candidat                                                 | Votes                                                    | %                                                        |
|                                                          | Républicain                                              | David Young                                              | 148 814                                                  | 52,8                                                     |
|                                                          | Démocrate                                                | Staci Appel                                              | 119 109                                                  | 42,2                                                     |
|                                                          | Libertarien                                              | Edward Wright                                            | 9054                                                     | 3,2                                                      |
|                                                          | No Party                                                 | Autres                                                   | 4360                                                     | 1,5                                                      |
|                                                          | Write-In                                                 | Write-In                                                 | 729                                                      | 0,3                                                      |
| Total des votes                                          | Total des votes                                          | Total des votes                                          | 282 066                                                  | 100%                                                     |
|                                                          | Les Républicains conservent                              |                                                          |                                                          |                                                          |

### 2016
| Élection de 2016 du 3e district congressionnel de l'Iowa | Élection de 2016 du 3e district congressionnel de l'Iowa | Élection de 2016 du 3e district congressionnel de l'Iowa | Élection de 2016 du 3e district congressionnel de l'Iowa | Élection de 2016 du 3e district congressionnel de l'Iowa |
| -------------------------------------------------------- | -------------------------------------------------------- | -------------------------------------------------------- | -------------------------------------------------------- | -------------------------------------------------------- |
| Parti                                                    | Parti                                                    | Candidat                                                 | Votes                                                    | %                                                        |
|                                                          | Républicain                                              | David Young (sortant)                                    | 208 598                                                  | 53,45                                                    |
|                                                          | Démocrate                                                | Jim Mowrer                                               | 155 002                                                  | 39,71                                                    |
|                                                          | Libertarien                                              | Bryan Jack Holder                                        | 15 372                                                   | 3,94                                                     |
|                                                          | Nommé par pétition                                       | Claudia Addy                                             | 6348                                                     | 1,63                                                     |
|                                                          | Nommé par pétition                                       | Joe Grandanette                                          | 4518                                                     | 1,16                                                     |
|                                                          | Write-In                                                 | Write-In                                                 | 449                                                      | 0,12                                                     |
| Total des votes                                          | Total des votes                                          | Total des votes                                          | 390 287                                                  | 100%                                                     |
|                                                          | Les Républicains conservent                              |                                                          |                                                          |                                                          |

### 2018
| Élection de 2018 du 3e district congressionnel de l'Iowa | Élection de 2018 du 3e district congressionnel de l'Iowa | Élection de 2018 du 3e district congressionnel de l'Iowa | Élection de 2018 du 3e district congressionnel de l'Iowa | Élection de 2018 du 3e district congressionnel de l'Iowa |
| -------------------------------------------------------- | -------------------------------------------------------- | -------------------------------------------------------- | -------------------------------------------------------- | -------------------------------------------------------- |
| Parti                                                    | Parti                                                    | Candidat                                                 | Votes                                                    | %                                                        |
|                                                          | Démocrate                                                | Cindy Axne                                               | 169 888                                                  | 49,0                                                     |
|                                                          | Républicain                                              | David Young (sortant)                                    | 164 667                                                  | 47,49                                                    |
|                                                          | Libertarien                                              | Bryan Jack Holder                                        | 7005                                                     | 2,02                                                     |
|                                                          | Legal Marijuana Now (en)                                 | Mark Elworth, Jr.                                        | 1906                                                     | 0,55                                                     |
|                                                          | Vert                                                     | Paul Knupp                                               | 1795                                                     | 0,52                                                     |
|                                                          | Indépendant                                              | Joe Grandanette                                          | 1271                                                     | 0,37                                                     |
|                                                          | Write-In                                                 | Write-In                                                 | 178                                                      | 0,05                                                     |
| Total des votes                                          | Total des votes                                          | Total des votes                                          | 346 710                                                  | 100%                                                     |
|                                                          | Les Démocrates prennent aux Républicains                 |                                                          |                                                          |                                                          |

### 2020
| Élection de 2020 du 3e district congressionnel de l'Iowa | Élection de 2020 du 3e district congressionnel de l'Iowa | Élection de 2020 du 3e district congressionnel de l'Iowa | Élection de 2020 du 3e district congressionnel de l'Iowa | Élection de 2020 du 3e district congressionnel de l'Iowa |
| -------------------------------------------------------- | -------------------------------------------------------- | -------------------------------------------------------- | -------------------------------------------------------- | -------------------------------------------------------- |
| Parti                                                    | Parti                                                    | Candidat                                                 | Votes                                                    | %                                                        |
|                                                          | Démocrate                                                | Cindy Axne (sortante)                                    | 219 205                                                  | 48,9                                                     |
|                                                          | Républicain                                              | David Young (sortant)                                    | 212 997                                                  | 47,6                                                     |
|                                                          | Libertarien                                              | Bryan Jack Holder                                        | 15 361                                                   | 3,4                                                      |
|                                                          | Write-In                                                 | Write-In                                                 | 384                                                      | 0,1                                                      |
| Total des votes                                          | Total des votes                                          | Total des votes                                          | 447 947                                                  | 100%                                                     |
|                                                          | Les Démocrates conservent                                |                                                          |                                                          |                                                          |

### 2022
| Primaire Républicaine de 2022 du 3e district congressionnel de l'Iowa | Primaire Républicaine de 2022 du 3e district congressionnel de l'Iowa | Primaire Républicaine de 2022 du 3e district congressionnel de l'Iowa | Primaire Républicaine de 2022 du 3e district congressionnel de l'Iowa | Primaire Républicaine de 2022 du 3e district congressionnel de l'Iowa |
| --------------------------------------------------------------------- | --------------------------------------------------------------------- | --------------------------------------------------------------------- | --------------------------------------------------------------------- | --------------------------------------------------------------------- |
| Parti                                                                 | Parti                                                                 | Candidat                                                              | Votes                                                                 | %                                                                     |
|                                                                       | Républicain                                                           | Zach Nunn                                                             | 30 502                                                                | 65,9                                                                  |
|                                                                       | Républicain                                                           | Nicole Hasso                                                          | 8991                                                                  | 19,4                                                                  |
|                                                                       | Républicain                                                           | Gary Leffler                                                          | 6800                                                                  | 14,7                                                                  |

| Primaire Démocrate de 2022 du 3e district congressionnel de l'Iowa | Primaire Démocrate de 2022 du 3e district congressionnel de l'Iowa | Primaire Démocrate de 2022 du 3e district congressionnel de l'Iowa | Primaire Démocrate de 2022 du 3e district congressionnel de l'Iowa | Primaire Démocrate de 2022 du 3e district congressionnel de l'Iowa |
| ------------------------------------------------------------------ | ------------------------------------------------------------------ | ------------------------------------------------------------------ | ------------------------------------------------------------------ | ------------------------------------------------------------------ |
| Parti                                                              | Parti                                                              | Candidat                                                           | Votes                                                              | %                                                                  |
|                                                                    | Démocrate                                                          | Cindy Axne (sortante)                                              | 47 710                                                             | 100%                                                               |

| Élection de 2022 du 3e district congressionnel de l'Iowa | Élection de 2022 du 3e district congressionnel de l'Iowa | Élection de 2022 du 3e district congressionnel de l'Iowa | Élection de 2022 du 3e district congressionnel de l'Iowa | Élection de 2022 du 3e district congressionnel de l'Iowa |
| -------------------------------------------------------- | -------------------------------------------------------- | -------------------------------------------------------- | -------------------------------------------------------- | -------------------------------------------------------- |
| Parti                                                    | Parti                                                    | Candidat                                                 | Votes                                                    | %                                                        |
|                                                          | Républicain                                              | Zach Nunn                                                | 156 237                                                  | 50,3                                                     |
|                                                          | Démocrate                                                | Cindy Axne (sortante)                                    | 154 084                                                  | 49,6                                                     |
| Total des votes                                          | Total des votes                                          | Total des votes                                          | 310 855                                                  | 100%                                                     |
|                                                          | Les Républicains prennent aux Démocrates                 |                                                          |                                                          |                                                          |

### 2024
| Primaire Républicaine de 2024 du 3e district congressionnel de l'Iowa | Primaire Républicaine de 2024 du 3e district congressionnel de l'Iowa | Primaire Républicaine de 2024 du 3e district congressionnel de l'Iowa | Primaire Républicaine de 2024 du 3e district congressionnel de l'Iowa | Primaire Républicaine de 2024 du 3e district congressionnel de l'Iowa |
| --------------------------------------------------------------------- | --------------------------------------------------------------------- | --------------------------------------------------------------------- | --------------------------------------------------------------------- | --------------------------------------------------------------------- |
| Parti                                                                 | Parti                                                                 | Candidat                                                              | Votes                                                                 | %                                                                     |
|                                                                       | Républicain                                                           | Zach Nunn (sortant)                                                   | 21 103                                                                | 98,3                                                                  |

| Primaire Démocrate de 2024 du 3e district congressionnel de l'Iowa | Primaire Démocrate de 2024 du 3e district congressionnel de l'Iowa | Primaire Démocrate de 2024 du 3e district congressionnel de l'Iowa | Primaire Démocrate de 2024 du 3e district congressionnel de l'Iowa | Primaire Démocrate de 2024 du 3e district congressionnel de l'Iowa |
| ------------------------------------------------------------------ | ------------------------------------------------------------------ | ------------------------------------------------------------------ | ------------------------------------------------------------------ | ------------------------------------------------------------------ |
| Parti                                                              | Parti                                                              | Candidat                                                           | Votes                                                              | %                                                                  |
|                                                                    | Démocrate                                                          | Lanon Baccam                                                       | 19 357                                                             | 84,1                                                               |
|                                                                    | Démocrate                                                          | Melissa Vine                                                       | 3642                                                               | 15,8                                                               |

| Élection de 2024 du 3e district congressionnel de l'Iowa | Élection de 2024 du 3e district congressionnel de l'Iowa | Élection de 2024 du 3e district congressionnel de l'Iowa | Élection de 2024 du 3e district congressionnel de l'Iowa | Élection de 2024 du 3e district congressionnel de l'Iowa |
| -------------------------------------------------------- | -------------------------------------------------------- | -------------------------------------------------------- | -------------------------------------------------------- | -------------------------------------------------------- |
| Parti                                                    | Parti                                                    | Candidat                                                 | Votes                                                    | %                                                        |
|                                                          | Républicain                                              | Zach Nunn (sortant)                                      | 213 746                                                  | 51,8                                                     |
|                                                          | Démocrate                                                | Lanon Baccam                                             | 197 962                                                  | 47,9                                                     |
|                                                          | Write-In                                                 | Write-In                                                 | 1197                                                     | 0,3                                                      |
|                                                          | Libertarien                                              | Marco Battaglia (write-in)                               | 0                                                        | 0,0                                                      |
| Total des votes                                          | Total des votes                                          | Total des votes                                          | 412 905                                                  | 100 %                                                    |
|                                                          | Les Républicains conservent                              |                                                          |                                                          |                                                          |